# Henley-in-Arden
Henley-in-Arden är en stad och civil parish i distriktet Stratford-on-Avon i Warwickshire i England. Orten har 2 797 invånare (2001).

## Kända personer från Henley-in-Arden
- Mat Jackson, racerförare